# Lago Rosselot
El lago Rosselot es un cuerpo de agua superficial ubicado en la Región de Aysén y perteneciente a la cuenca del río Palena.

## Ubicación y descripción
Tiene la típica forma alargada de un lago de origen glacial orientado de sur a norte con una longitud de 22 km y un ancho casi constante de 1 a 2 km. Su superficie abarca cerca de 34 km². Se alimenta de las fuentes englazadas ubicadas en el sur de su hoya que llegan a través del río Bordali más otros que descargan a sus lados en oriente y occidente. El más importante por el oriente, en su parte norte, es el río Figueroa (Rosselot) que trae aguas desde el oriente.: 515 
El emisario del lago Rosselot es el río Rosselot, que sale de su extremo norte y tras corto trayecto de solo 6 km desemboca en el río Claro (Palena) que desemboca en el río Palena.
Su nombre proviene, según Luis Risopatrón en su Diccionario jeográfico de Chile, del director de la colonia de Palena Elías Rosselot.: 781 

## Población, economía y ecología
SERNATUR lo describe como:: 31 
Su origen es glaciar y recibe las aguas del lago Verde a través del río Figueroa y las aguas provenientes de la cordillera Queualt. Posteriormente desagua al río Palena a través del río Rosselot, unión que da origen al nombre del poblado de La Junta. Está rodeado por cordones montañosos lo que configura un atractivo entorno. En su costado oeste se localiza la Reserva Nacional Lago Rosselot y por el sur el Parque Nacional Queulat. En su ribera este se localizan cotos de caza de ciervo rojo. Este lago es muy apto para la pesca recreativa.